# Grafton (Virginia Occidentale)
Grafton è un comune degli Stati Uniti d'America, nella contea di Taylor nello Stato della Virginia Occidentale.